# 1964 في المغرب
فيما يلي قوائم الأحداث التي وقعت خلال عام 1964 في المغرب.

## سياسة

### تعيين في المنصب
- 1 ديسمبر – مولاي علي العلوي سفير المغرب لدى فرنسا.

## رياضة
- 1 يناير – المغرب في الألعاب الأولمبية الصيفية 1964

## مواليد

### يناير
- 1 يناير – أمينة العلوي مغنية مغربية.
- 1 يناير – إستر كوهين
- 1 يناير – حسن الركراكي لاعب كرة قدم مغربي.
- 1 يناير – شميشة الشافعي
- 1 يناير – محمد نجيب بوليف سياسي مغربي.
- 3 يناير – خليل بودرا لاعب كرة قدم مغربي.
- 25 يناير – سعيد الطاهري حكم كرة قدم مغربي.

### فبراير
- 1 فبراير – فيليب كاسادو درّاج طريق فرنسي.
- 6 فبراير – نزار بركة سياسي مغربي.
- 15 فبراير – نور الدين لخماري مغني إيطالي.
- 28 فبراير – رشيد المدور سياسي مغربي.

### مارس
- 4 مارس – فاضل جلال لاعب كرة قدم مغربي.
- 4 مارس – هشام بن عبد الله رائد أعمال مغربي.

### أبريل
- 15 أبريل – حسن بنعبيشة

### يوليو
- 11 يوليو – سامي ترجمان محارب مغربي.

### أغسطس
- 7 أغسطس – شيخ العرب (من رجال المقاومة المغربية زمن الحماية الفرنسية ومن المعارضن والمتمردين على سلطة الملك الحسن الثاني بعد الاستقلال).
- 23 أغسطس – خليل عزمي لاعب كرة قدم مغربي.
- 26 أغسطس – محمد الخياري كوميدي و ممثل مغربي.

### سبتمبر
- 12 سبتمبر – عبد العزيز غوردو

### أكتوبر
- 21 أكتوبر – منصف الحداوي لاعب كرة قدم مغربي.

### نوفمبر
- 5 نوفمبر – عبد القادر البرازي لاعب كرة قدم مغربي.
- 13 نوفمبر – رونالد أجينور لاعب كرة مضرب من الولايات المتحدة الأمريكية.

### ديسمبر
- 6 ديسمبر – مارية زكي
- 20 ديسمبر – مصطفى الباكوري سياسي مغربي.

## وفيات

### أغسطس
- 7 أغسطس – شيخ العرب (مواليد 1927) سياسي مغربي.